# Питер Сенџи
Питер Сенџи (рођен 1947. године) је амерички научник и професор на Институту за технологију у Масачусетсу. Оснивач је Друштва за организационо учење. Познат је као аутор књиге Пета дисциплина: Уметност и пракса организације у којој се учи (1990, рев. 2006).

## Живот и образовање
Питер Сенџи рођен је у Станфорду у Калифорнији. Завршио је основне студије на Универзитету Станфорд у области ваздухопловног инжењерства. Док је био на Станфорду, Сенџи је такође студирао филозофију. Касније је завршио мастер студије на Институту за технологију у Масачусетсу (МИТ) на тему моделовања социјалних система 1972. а докторске студије је завршио 1978. године.
Он је оснивач Друштва за организационо учење - СОЛ (од енглеског Society for Organizational Learning). Ова организација помаже у размени идеја између великих корпорација. Заменила је претходну организацију познату као Центар за организационо учење на МИТ-у. Један је од оснивача је и тренутни члан у одбору директора Академије за системске промене. Ова непрофитна организација сарађује са лидерима на повећању њихове способности да воде организације у сложеним друштвеним системима који негују биолошко, социјално и економско благостање. Фокус је на системима размишљања који се заснивају на свести, методама и приступима.
Редовно се бави медитацијом од 1996. године и пре него што је похађао Станфорд, почео је медитирати на излету у Тасађари, зен-будистичком манастиру. Он препоручује медитацију или сличне облике контемплативне праксе.
Једно запажено достигнуће Питерове теорије је његова употреба теорије за уништавање хиљада резултата испита пословног менаџмента.

## Каријера
Инжењер по обуци, Питер је био менти Џонса Хопкинса и пажљиво је пратио радове Мајкла Питерса и Роберта Фрица и своје књиге темељио на раду са пет дисциплина у Форду, Крајслеру, Шелу, корпорацији АТ&Т, Хановер осигурању и Харли-Дејвидсону, почевши 1970-их.

### Развој организације
Сенџи се деведесетих појавио као главна фигура у организационом развоју књигом Пета дисциплина, у којој је развио појам организације која учи. Ово концептуализује организације као динамичне системе, у стањима континуираног прилагођавања и побољшања.
Харвард Бизнис Ривју је 1997. године идентификовала Пету дисциплину као једну од најбољих књига управљања претходних 75 година. За овај рад, часопис Журнал оф Бизнис Стратеџи именовао је Питера "Стратегом века", и нагласио да је Питер један од ретких људи који су "имали велики утицај на начин пословања и дан данас".
Претпоставка књиге је да се превише предузећа бави бесконачним потрагама за херојским вођом који може да инспирише људе на промене. Овај напор захтева велике стратегије које никада нису у потпуности развијене. Напор за променом ствара отпор који скоро увек превладава труд.
Сенџи верује да се праве организације на стварним тржиштима суочавају и са потенцијалима и са природним ограничењима свог развоја. Већина напора ка промени омета се одупирањем културолошких навика владајућег система. Не постоји одређена количина стручних савета која мора бити корисна. Кључно је развити вештину промишљања и испитивања тако да се може разговарати о стварним проблемима.
Према Сенџију, постоје четири изазова у покретању промена:
- Мора да постоји убедљив захтев за промену;
- Мора да постоји време за промену;
- Мора да постоји помоћ током процеса промене,
- Како се перципиране баријере за промену уклањају, важно је да неки нови проблем, који се пре тога није сматрао важним или можда чак и не препозна, не постане критична баријера[7].

### Организација која учи и системско размишљање
Према Сенџију, „организације које уче“ су оне организације у којима људи непрекидно проширују своје капацитете за стварање резултата које истински желе, где се негују нови и експанзивни обрасци размишљања, где је ослобођена колективна тежња и где људи непрестано уче да сагледавају целину заједно. Он тврди да ће у свом пољу или на тржишту успети само оне организације које су у стању да се брзо и ефикасно прилагођавају. Да би постала организација која учи, морају бити присутна два услова у сваком тренутку:
1. способност дизајнирања организације тако да се подудара са планираним или жељеним резултатима;
2. способност да се препозна када се почетни смер организације разликује од жељеног исхода и да се следе неопходни кораци за исправљање ове неусклађености.

Сенџи је такође веровао у теорију системског размишљања која се понекад назива „камен темељац“ организације која учи. Уместо да се фокусира на појединце у организацији, преферира сагледавање већег броја интеракција унутар организације и између организација у целини.

## Дела
- Senge P. (1990): The Fifth Discipline: the Art and Practice of the Learning Organization. New York: Doubleday/Currency
- Senge P. (1994): The Fifth discipline fieldbook : strategies and tools for building a learning organization. New York :Currency, Doubleday
- Senge P. (1999): The dance of change: The challenges of sustaining momentum in learning organizations. New York: Currency/Doubleday.
- Senge P. at al. (2000): Schools That Learn: A Fifth Discipline Fieldbook for Educators, Parents, and Everyone Who Cares about Education. New York : Crown Business
- Senge P. (2004): Presence: Human Purpose and the Field of the Future. New York : Crown Business
- Senge P. (2005): Presence: An Exploration of Profound Change in People, 'Organizations, and Society' New York : Crown Business
- Senge P. (2008): The Necessary Revolution. New York: Doubleday.
- Senge P. at al. (2008): The Necessary Solution: How Individuals and Organizations Are Working Together to Create a Sustainable World. New York: Doubleday.

## Списак референци
1. ↑  Society for Organizational Learning biography for Peter Senge „Архивирана копија”. Архивирано из оригинала 23. 09. 2006. г. Приступљено 10. 01. 2020.
2. ↑  „Peter Senge - MIT Sloan Executive Education”. mit.edu. Архивирано из оригинала 24. 04. 2019. г. Приступљено 10. 1. 2020. Невалидан унос |dead-url=dead (помоћ)
3. ↑  Prasad, Kaipa (2007) Excerpt from an Interview with Peter Senge
4. ↑  „Senge, Peter (2004) Excerpt Spirituality in Business and Life: Asking the Right Questions” (PDF). Архивирано из оригинала (PDF) 09. 05. 2016. г. Приступљено 10. 01. 2020.
5. ↑  „Business Management”. Приступљено 10. 1. 2020.
6. 1 2 3  „Peter Senge and the learning organization”. infed.org. 16. 2. 2013. Приступљено 10. 1. 2020.
7. 1 2 3  Open Future, New Zealand Архивирано 2012-04-26 на сајту
8. ↑  „Intro to ST”. www.thinking.net. Архивирано из оригинала 19. 12. 2019. г. Приступљено 10. 1. 2020. Невалидан унос |dead-url=dead (помоћ)